# 日産自動車横浜工場
日産自動車横浜工場（にっさんじどうしゃよこはまこうじょう）は日産自動車の主力生産工場のひとつである。プラントコードは「P」。所在地は神奈川県横浜市神奈川区宝町2で、当地が日産自動車の登記上の本店所在地である。

## 概要
戸畑鋳物自動車部時代の1933年10月に新子安沖の埋立地2万余坪の土地を横浜市から買い取り、自動車製造時代の1934年5月に完成し（日産自動車への改称は翌月）、1935年4月に操業を開始した（当時は車両工場としてのスタートだった）。
日本初の自動車量産工場で、ダットサンを世に送り出したダット自動車製造から買収した大阪工場の設備も横浜工場へ移設されており、ダットサンの量産を目的に大阪から横浜へ新築移転する形で建設された。当時はフォードとGMが日本の乗用車市場を席巻していたが、大阪工場は日本GM大阪工場と同じ大阪市大正区内、横浜工場も日本フォード子安工場（守屋町2丁目。現・マツダR&Dセンター横浜）と同じ横浜市神奈川区内という立地であった。
現在は3つの地区から構成され、エンジンやサスペンション部品、EV/ハイブリッドカー用モーターなどを一貫生産する。
敷地面積は537,000m²、従業員約3,300名が働く（2019年6月現在）。生産能力は年間約53.4万基である。

## 沿革
- 1935年 - 操業開始。ダットサン14型がラインオフ。
- 1956年 - 日本初となるトランスファーマシンを導入。
- 1965年 - 座間工場の完成により、車両工場からエンジン等のユニット専門工場に転換。
- 1968年 - 本社機能を当地より東京都中央区銀座に移転。
- 1977年 - 触媒製造工場完成。
- 1982年 - 久里浜分工場完成。
- 1986年 - アルミ部品鋳造工場完成。
- 1992年 - 世界最大級の8000トン鍛造プレスライン設置。
- 1997年 - エンジン生産累計3.000万基達成。
- 1998年 - ディーゼル・YD型エンジン、VK型エンジン、QR型エンジン生産開始。ISO9002、ISO14001を認証取得。
- 2001年 - 日本初となるアルミ溶接構造のサスペンションメンバーの生産開始。
- 2002年 - 久里浜分工場を操業停止。
- 2003年 - ゲストホール、エンジン博物館（後年、エンジンミュージアムに改名）完成。神奈川県地域共生工場表彰を受賞。
- 2004年 - MR型エンジン生産開始。横浜市より環境保全活動賞受賞。
- 2005年 - 横浜市より「ヨコハマはG30」行動推進事業者受賞。
- 2007年 - GT-R専用となるVR38DETT生産開始。ゲストホールの建物と収蔵物が経済産業省より近代化産業遺産の認定を受ける。
- 2010年 - EV/ハイブリッド用モーター生産開始。ゲストホールの入場者数が10万人を突破。
- 2017年 - KR型エンジン生産開始。

## 現在の生産機種
- KR型エンジン（VC-T）
- MR型エンジン

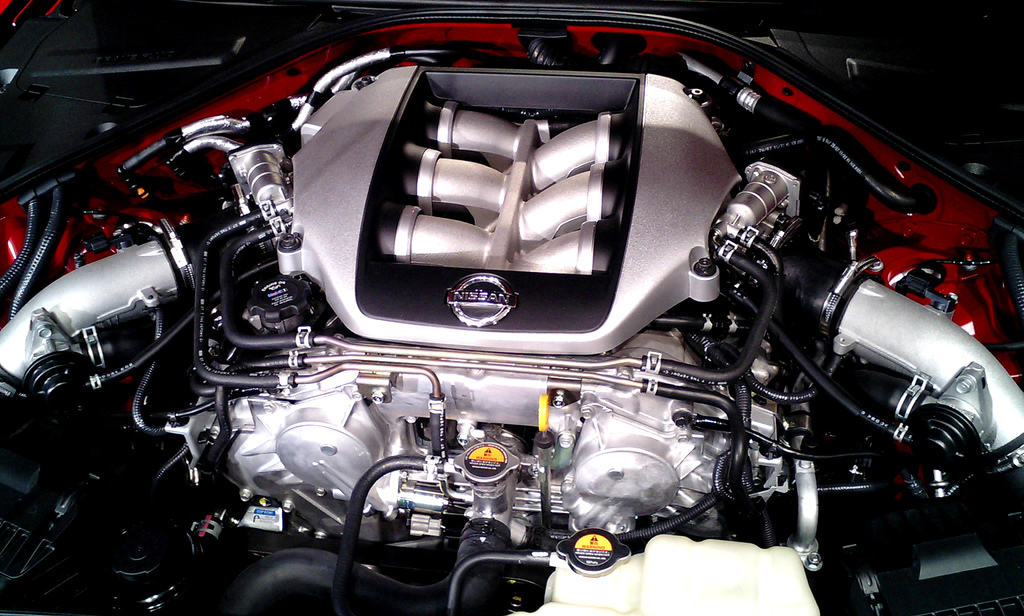
VR38DETT

- QR型エンジン（部品のみ製造。組立ては日産工機）
- YD型エンジン（部品のみ製造。組立ては日産工機）
- VK型エンジン
- VR35DDTT
- VR38DETT（VR30エンジンはいわき工場製）
- EV/ハイブリッド用モーター
- サスペンション部品
- 鋳造部品
- 溶接部品　　　　他

## その他
- 工場見学は社会科見学・一般見学を問わず見学希望日の3ヶ月前から受付ていて、平日（月曜日 - 金曜日。ただしゴールデンウィークなどの休暇日を除く）に限り、2名以上から可能である。コースはMR型エンジン生産コースとVR型エンジン生産コースから選択可能。但し、ゲストホールとエンジンミュージアムについては予約なしでも入場可能（日曜日を除く）。また、年に1～2回程度開かれる「オープンデー」や「日産車フェアin横浜」「日産YY祭り」については事前予約なしで入場が可能である（工場見学は当日受付となる）。
- VR38DETTについては、流れ作業による生産ではなく、専用のクリーンルームにおいて1台1台が「匠」と呼ばれる精鋭（熟練工）において生産・テストされ、全ての工程を合格した物のみが栃木工場へ出荷される。